# تشارلز جاي دونلاب جونيور
تشارلز جاي دونلاب جونيور (بالإنجليزية: Charles J. Dunlap, Jr.)‏ هو ضابط أمريكي، ولد في 16 يونيو 1950.